# سكمكم

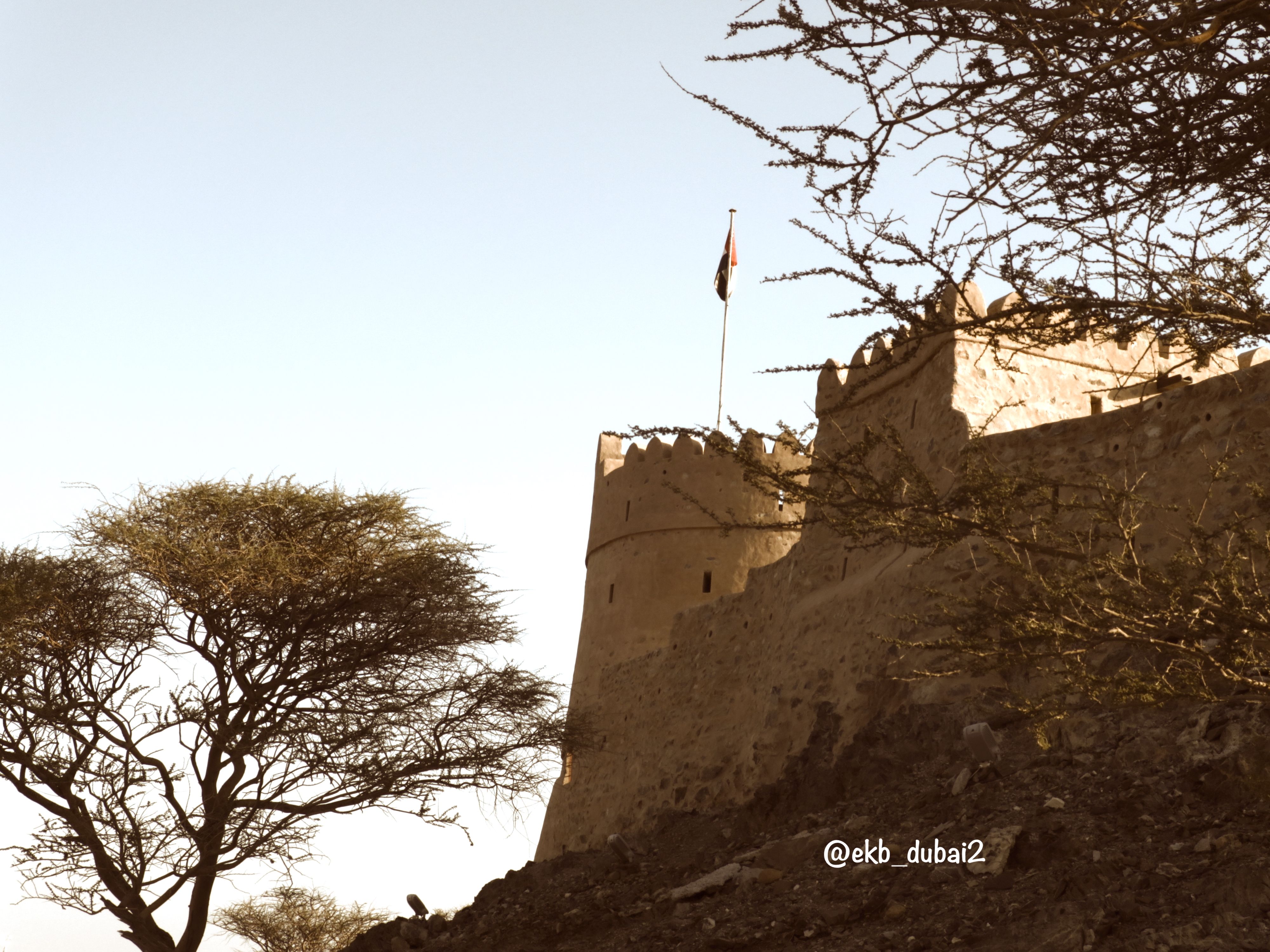
قلعة سكمكم

سكمكم هو وادي ومستوطنة في الفجيرة ، الإمارات العربية المتحدة وفيه قلعة سكمكم.
تقع المنطقة على بعد حوالي 7 كيلومترات شمال مدينة الفجيرة . كانت الاكتشافات الأثرية هنا غنية بشكل خاص، حيث يوجد حوالي 126 مدفنًا، بما في ذلك ذات الشكل البيضاوي والدائري. كما تم العثور على عدد من الخزفيات التي تعود إلى أواخر العصر الإسلامي في الوادي، ويرجع تاريخها إلى القرنين الخامس عشر والثامن عشر.
بدأت عمليات مسح المدافن وبقايا المستوطنات في الوادي في الثمانينيات من قبل فريق سويسري. تم طلب المزيد من المسوحات في عامي 2001 و 2002 من قبل شركات المرافق التي تقوم بتركيب البنية التحتية  وأجريت من قبل المسح الأثري لجزر أبو ظبي.